# Brasão de Guarapuava

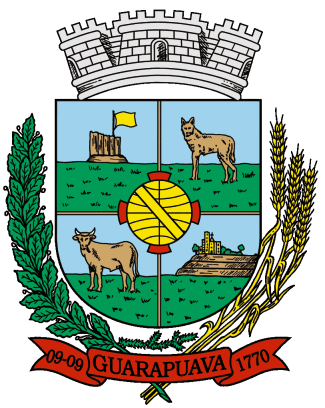
Brasão de Guarapuava

O Brasão de Guarapuava foi criado em 1935 pelo Professor David da Silva Carneiro. Seu desenho apresenta, em primeiro plano, um castelo com três torres.

## Significado
Na parte superior esquerda, com um terço em azul e dois terços em verde, vê-se o lobo guará em vermelho, que deu nome à cidade.
Na parte superior direita, metade em azul e metade em verde, sobre um pequeno monte está um atalaia (forte) embandeirado, lembrando o Fortim Atalaia e o Pontão das Estacadas, onde deveria ser a cidade.
Na parte inferior esquerda, dois terços estão em azul e um terço em verde. Entre esses campos vêem-se três degraus que representam os três planaltos. No mais alto está o símbolo da cidade em vermelho, mostrando a sua localização em relação aos três planaltos do Paraná.
Na parte inferior direita, dividida ao meio em azul e verde, está um boi simbolizando a riqueza do Município.
No centro, juntando as quatro partes, está a esfera armilar em ouro com fundo branco, simbolizando a Bandeira do Principado do Brasil, usada na época em que Guarapuava foi descoberta.
Um laço de fita vermelha une dois ramos, um de erva-mate e outro de trigo. Na fita estão as inscrições: "Guarapuava" e a data "8 de setembro de 1770", data em que se comemorava a descoberta.